# منزيلينسك
منزيلينسك (بالروسية: Мензелинск) هي إحدى مدن روسيا في الكيان الفدرالي الروسي تتارستان.